# فرط النشاط إكس

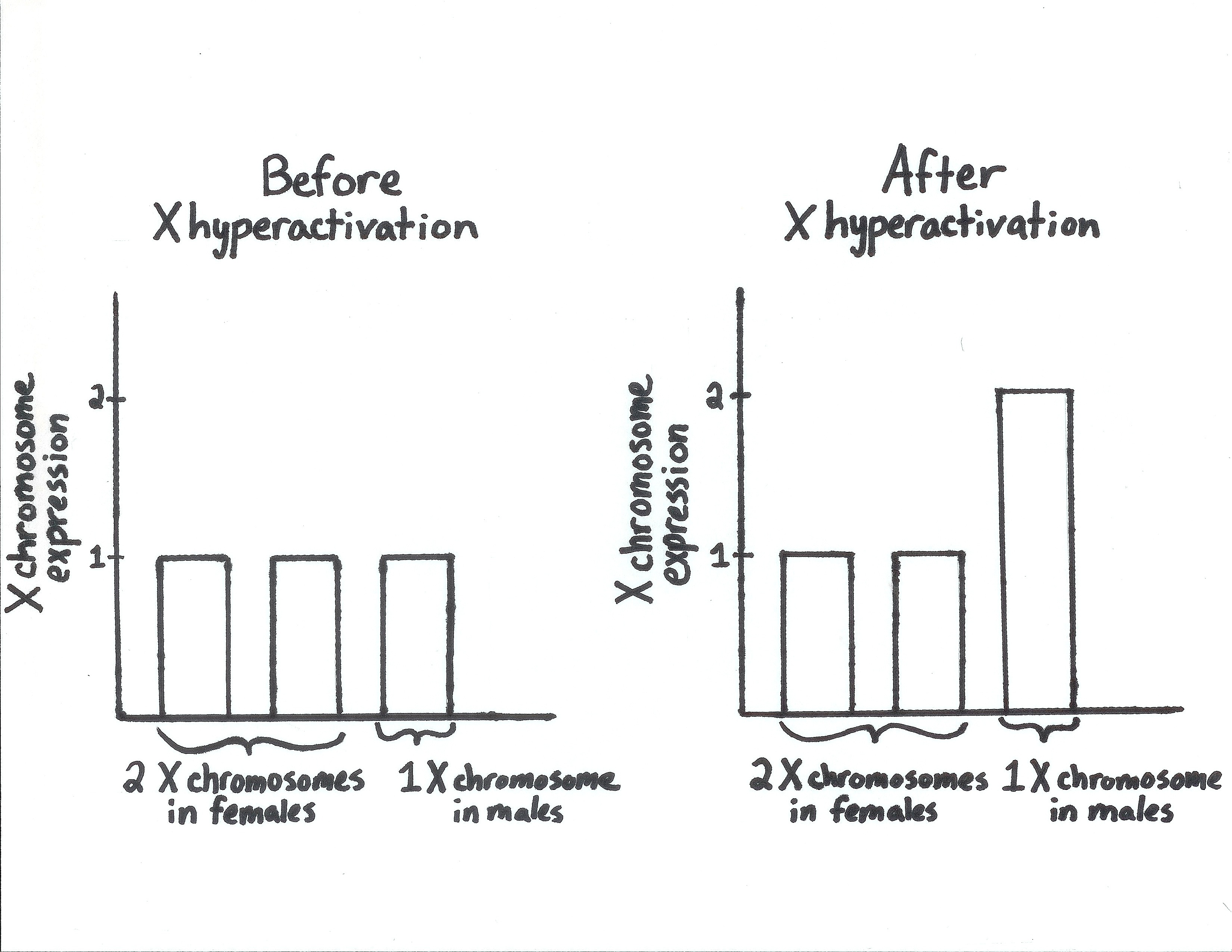
يعود فرط النشاط الصبغي إكس في ذكور ذبابة الفاكهة عن وجود صبغي إكس واحد. قبل أن يتم تنشيط إكس بشكل مفرط (اللوحة اليسرى)، ينتج عن الصبغي إكس الفردي في الذكور نصف التعبير الجيني الإجمالي فقط مثل الكروموسومات إكس في الإناث. بعد فرط النشاط إكس (اللوحة اليمنى)، يتضاعف تعبيرصبغي إكس في الذكور، مما ينتج عنه جرعة جينية مكافئة للصبغيين إكس في الإناث.

يشير فرط نشاط الصبغي إكس (الصبغي السيني) إلى العملية في ذبابة الفاكهة التي تصبح فيها الجينات الموجودة على الصبغي إكس في ذكور الذباب ضعف نشاط الجينات الموجودة على الصبغي إكس في إناث الذباب.
نظرًا لأن ذكر الذباب يحتوي على صبغي إكس واحد وأن أنثى الذباب تحتوي على اثنين من الصبغيات إكس، فإن المستوى الأعلى من التنشيط لدى الذكور يضمن أن جينات الصبغي إكس يتم التعبير عنها بشكل عام على نفس المستوى عند الذكور والإناث. إن فرط نشاط الصبغي إكس هو إحدى آليات تعويض الجرعة، حيث تقوم الكائنات الحية التي تستخدم أنظمة تحديد الجنس الجيني بموازنة جرعة الجين من الكروموسومات الجنسية بين الذكور والإناث. يتم تنظيم فرط نشاط الصبغي إكس من خلال التضفير البديل لجين يسمى الجنس المميت. تم تسمية الجين بالجنس المميت بسبب النمط الظاهري المتحور الذي له تأثير ضئيل أو معدوم على ذكور الذباب ولكنه يؤدي إلى وفاة الإناث بسبب فرط نشاط الصبغي إكس للكروموسومات إكس. في إناث ذبابة الفاكهة، يتسبب البروتين المميت للجنس في التضفير الخاص بالأنثى للجين القاتل لإنتاج المزيد من البروتين القاتل للجنس. ينتج عن هذا حلقة تغذية مرتدة إيجابية حيث يقوم البروتين القاتل للجنس بربط الجين القاتل للجنس لإنتاج المزيد من البروتين القاتل للجنس. في ذكور ذبابة الفاكهة، لا يوجد ما يكفي من المواد المميتة للجنس لتنشيط التضفير الخاص بالأنثى للجين القاتل للجنس، ويمر من خلال التضفير "الافتراضي". هذا يعني أن الجزء من الجين الذي يتم تقسيمه في الإناث يبقى في الذكور. يحتوي هذا الجزء على كودون التوقف المبكر مما يؤدي إلى عدم صنع بروتين منه. في الإناث، يثبط البروتين القاتل للجنس المركب الجيني المميت الخاص بالذكور (القاتل الخاص بالذكور) والذي من شأنه أن ينشط الجينات المرتبطة بالصبغي إكس التي تؤدي إلى زيادة معدل النسخ عند الذكور. تم تسمية المركب الجيني القاتل الخاص بالذكور بسبب فقدان الوظيفة المتحولة التي تؤدي إلى زيادة غير مناسبة في معدل النسخ الذكري الذي يؤدي إلى وفاة الذكور. في الذكور، يسمح عدم وجود المقدار الضروري من الجنس المميت بزيادة معدل النسخ الذكري بسبب أن مركب الجين القاتل الخاص بالذكور لم يعد مثبطًا. هذا يسمح بتعبير الصبغي إكس "مضاعفة" أو مفرط النشاط، لمطابقة الكمية التي تمتلكها الإناث مع اثنين من الكروموسومات إكس.
التعويض الثاني للجرعة الذي يحدث في الثدييات هو موازنة الاكسات وجينات جسمية. يحدث هذا التنظيم من خلال تنظيم الاكس الف، وهو الاكس النشط. يظهر تنظيم الاكس النشط زيادة في تنشيط النسخ والاستطالة. يحتوي الصبغي إكس، مقارنة بجين جسمي، على جينات أكثر صمتًا تؤثر على قياس مقدار تأثير الجينات النشطة. تم تشكيل بيانات السلسلة الجينية وكانت مخرجات الجينات الوراثية والجينية المرتبطة بـاكس مختلفة بشكل كبير. هذا يتفق مع حقيقة أن تعويض جرعة اكس يتعلق بالجسيمات الذاتية. يؤدي فقدان صبغي إكس إلى تأثير اختلال الصيغة الصبغية الذي يعطل الخلية بأكملها في ذبابة الفاكهة. يؤدي هذا التأثير إلى تعطيل (قاتل خاص بالذكور) من الارتباط بالموقع المستهدف. للتغلب على هذا، يتم تنشيط صبغي إكس أولاً. بعد ذلك، يسهل الصبغي إكس المفرط النشاط انعكاس تأثير اختلال الصيغة الصبغية لإنشاء مساواة في التعبير الجيني بين الذكور والإناث. يحدث تأثير اختلال الصيغة الصبغية عندما يزداد عدد الكروموسومات أو ينقص عن المعدل الطبيعي. يحدث الانتقاء الطبيعي بكفاءة في ذبابة الفاكهة وبالتالي تزداد الجينات الحساسة للجرعة. تختلف الجينات الحساسة للجرعة من نوع لآخر.